# 프로포폴
프로포폴(영어: propofol, 제품명 Diprivan)은 짧은 작용 시간을 가진 정맥 주사용 마취유도제이다. 뇌의 신경전달물질인 GABA 수용체의 증가를 유도하여 의식의 소실 등을 초래한다. 전신마취의 유도, 유지 그리고 간단한 시술을 받는 환자의 진정을 위해 주로 쓰이며, 종래에 중환자실에서 인공호흡기를 사용하는 환자의 진정에 사용되던 미다졸람을 대체하여 현재는 중환자실에서 인공호흡기를 사용하는 환자의 진정에 사용되기도 하나 점차적으로 프리세덱스(precedex)로 대체되고 있다. 현재 프로포폴은 50개 이상의 국가에서 허용되었으며 여러 종류의 복제약이 판매되고 있다. 신생아에서 프로포폴의 사용은 현재 데이터의 부족으로 인정되고 있지 않아서 산모에서의 사용은 인정되고 있지 않으나 경험적으로 태아 출산을 앞둔 산모에서도 안전하게 사용되고 있다. 한국의 복제약 중 가장 유명한 상표명은 '포폴'이다. 화학적으로 프로포폴은 기존 마취제인 바비츄레이트(barbiturate)와 구조식에서 차이가 있으며 벤조디아제핀(benzodiazepine) 등의 수면제와도 구조식에서 다르지만 바비츄레이트나 벤조디아제핀과 마찬가지로 뇌의 GABA 수용체에 작용하는 것으로 알려져 있다. 빠른 마취회복과 수술 후 어지러움 감소 등의 장점이 있어 바비츄레이트의 대표적 화합물인 티오펜탈(thiopental, 상품명 펜토탈 pentothal)을 대체하여 전 세계에서 널리 사용되고 있다.
페놀류이자 수면마취제의 일종이다. 수면 내시경이나 성형수술 등에 주로 사용된다. 미국에서는 "디프리반"(Diprivan)이라는 이름으로 판매되고 있다.

## 효과
프로포폴을 소량 주입할 경우 가벼운 수면상태가 되며, 투여 용량의 증가에 따라 호흡이 억제, 중지되어 제대로된 인공환기를 받지 않으면 사망하게 된다. 이러한 호흡억제는 다른 수면유도제 및 마약성 진통제와 상승작용(synergy)을 나타낸다. 프로포폴은 기억상실(amnesia), 무의식(unconsciousness) 상태를 만드는 효과는 있으나 통증감소(analgesia) 효과는 없으며 프로포폴로 수면시 통증을 가하면 통증은 뇌에 전달되어 혈압 및 심박수 상승등의 생리적 반응을 이끌어낸다. 전신 마취를 위하여 일반적으로 합성 마약인 펜타닐(fentanyl), 레미펜타닐(remifentanil)을 동시에 투여한다. 프로포폴 투여시 일부에서 황홀감(euphoria), 회복감(well being sensation)을 가지며 이로 인해 프로포폴 약물 의존성이 발생되기 쉽다. 미국의 가수 마이클 잭슨은 불면증으로 인해 프로포폴을 주입받았으며, 과량투여로 인한 호흡중지로 사망하였다.

## 기능의 역전
프로포폴은 GABA 수용체에 벤조디아제핀계 약물이 작용하는 부위와는 다른 부위에 작용하므로 벤조디아제핀계의 약물의 작용을 역전시키는 플루마제닐(flumazenil) 을 투여하여도 프로포폴의 작용을 역전시킬수 없다. 플루마제닐(flumazenil)의 투여가 프로포폴의 작용 시간을 통계적으로 유의하게 연장시켰다는 연구도 있다.

## 부작용
프로포폴 투여시 의식의 소실또는 진정과 함께 생체 징후에도 영향을 미친다. 동맥과 정맥의 확장으로 혈압이 저하되며 동시에 심장의 수축력(contractility)과 심박수도 저하된다. 결국 프로포폴 투여시 심박수와 혈압이 동시에 저하되는 현상이 흔하게 관찰되며 이는 노인에서 더욱 쉽게 관찰되어 노인이나 중환자인 경우 투여량을 감소시켜야 한다. 프로포폴은 투여시 정맥에 통증을 유발하며 작은 혈관에 혈관주사를 놓은 경우 더 쉽게 관찰된다. 투여시에 발생되는 통증감소를 위해 수많은 연구가 진행되었으며 현재 국소마취제인 리도카인(lidocaine)을 섞어서 투여하는 방식이 흔히 사용된다. 프로포폴은 다른 마취유도제에서도 쉽게 발견되는 불규칙한 근육움직임을 유발할 수 있으나 큰 임상적 의미는 없다. 마취유도제로서 악성고열증을 유발하지 않으며 포피리아증 환자에서도 안전하게 사용할 수 있다. 프로포폴을 과량 장시간 사용할 경우 프로포폴 주입 증후군 (propofol infusion syndrome, PIS)를 유발하여 환자에게서 대사성 산증을 유발할 수 있으며 소아 중환자에서 PIS로 사망한 증례가 보고되어 있으며 에피네프린등의 카테콜아민(catecholamine)이나 스테로이드를 동시에 사용하는 중환자에서 더 호발하는 것으로 보고되어 있다.
프로포폴은 물과 같은 수용성 액체에 녹기 어려운 물질이며 이를 녹이기 위해 콩기름 성분이나 달걀의 레시틴 성분을 사용하여 수용액에 녹여왔다. 이 녹이는 성분에 의한 이유로 정맥 주사시에 상당한 통증을 호소하였으나 현재는 수용액에 녹이는 성분을 개선한 리푸로(Lipuro) 제제등으로 주사시 통증을 감소시키기 위한 노력을 진행 중이다. 리푸로 프로포폴액을 단독으로 사용하는 것은 프로포폴액에 국소마취제인 리도카인을 20mg을 섞어서 주입하는 것과 같은 효과를 가진 것으로 증명되었다. 달걀에 대해 나타나는 알레르기(allergy)는 대부분 달걀의 단백질 성분인 알부민(albumin)에 의한 알레르기이므로 프로포폴에 사용하는 달걀의 레시틴 성분에 대해서 알레르기를 나타내지 않는다.